# Alboino de Spoleto
Alboino de Spoleto (en latín, Alboinus (dux) Spoleti; en italiano Alboino (duca) di Spoleto) fue un duque lombardo de Spoleto del 757 al 758.

## Duque efímero
De origen oscuro, fue proclamado duque por el pueblo espoletino, a instigación del papa Esteban II pero sin el consentimiento real, y decidió ponerse bajo la protección de Pipino el Breve, rey de los francos.
El nuevo rey de los lombardos, Desiderio, reaccionó llevando un ejército al centro y sur de la península itálica con el fin de someter a los ducados lombardos semiindependientes de Spoleto y Benevento. Venció y apresó a Alboino. Conquistó y saqueó Spoleto y pasó por las armas a su guarnición. También hizo ajusticiar a varios nobles espoletinos y tomó para sí el título ducal antes de marchar hacia el Benevento, de donde expulsó al duque Liutprando, que se había coligado con el rebelde Alboino.